# Europarlamentari pentru Regatul Unit 1999-2004
Această listă este o listă a membrilor Parlamentul European pentru Regatul Unit pentru sesiunea 1999-2004, aranjați după nume.
Vezi Europarlamentari pentru Regatul Unit 1999-2004 după regiune pentru o listă ordonată după regiuni.

## A
- Gordon Adam (Partidul Socialiștilor Europeni) (nummit pe data de 8 februarie, 2000)
- Robert Atkins (Partidul Popular European)
- Elspeth Attwooll (Partidul European Liberal Democrat și Reformist)

## B
- Richard Balfe (Partidul Socialiștilor Europeni) (a demisionat din grupul PSE group în decembrie 2001; s-a alaturat grupului Partidul Popular European pe data de 5 martie, 2002)
- Christopher Beazley (Partidul Popular European)
- Lord Bethell (Partidul Popular European) (a demisionat 29 septembrie, 2003)
- Graham Booth (Europe of Democracies and Diversities) (nummit pe data de 18 decembrie, 2002)
- David Bowe (Partidul Socialiștilor Europeni)
- John Bowis (Partidul Popular European)
- Philip Charles Bradbourn (Partidul Popular European)
- Philip Bushill-Matthews (Partidul Popular European)

## C
- Martin Callanan (Partidul Popular European)
- Michael Cashman (Partidul Socialiștilor Europeni)
- Giles Chichester (Partidul Popular European)
- Nicholas Clegg (Partidul European Liberal Democrat și Reformist)
- Richard Corbett (Partidul Socialiștilor Europeni)
- John Corrie (Partidul Popular European)

## D
- Chris Davies (Partidul European Liberal Democrat și Reformist)
- Nirj Deva (Partidul Popular European)
- Alan Donnelly (Partidul Socialiștilor Europeni) (a demisionat 21 ianuarie, 2000)
- Den Dover (Partidul Popular European)
- Andrew Duff (Partidul European Liberal Democrat și Reformist)

## E
- James Elles (Partidul Popular European)
- Jillian Evans (Grupul Verzilor - Alianța Liberă Europeană)
- Jonathan Evans (Partidul Popular European)
- Robert Evans (Partidul Socialiștilor Europeni)

## F
- Nigel Farage (Europe of Democracies and Diversities)
- Glyn Ford (Partidul Socialiștilor Europeni)
- Jacqueline Foster (Partidul Popular European)

## G
- Neena Gill (Partidul Socialiștilor Europeni)
- Robert Goodwill (Partidul Popular European)
- Pauline Green (Partidul Socialiștilor Europeni) (a demisionat on 21 decembrie, 1999)

## H
- Daniel Hannan (Partidul Popular European)
- Malcolm Harbour (Partidul Popular European)
- Christopher Heaton-Harris (Partidul Popular European)
- Roger Helmer (Partidul Popular European)
- Michael Holmes (Europe of Democracies and Diversities) (a fost deputat ne-atasat din 20 martie, 2000; a demisionat pe data de 15 decembrie, 2002)
- Mary Honeyball (Partidul Socialiștilor Europeni)
- Richard Howitt (Partidul Socialiștilor Europeni)
- Ian Hudghton (Grupul Verzilor - Alianța Liberă Europeană)
- Stephen Hughes (Partidul Socialiștilor Europeni)
- Christopher Huhne (Partidul European Liberal Democrat și Reformist)
- John Hume (Partidul Socialiștilor Europeni)

## I
- Richard Inglewood (Partidul Popular European)

## J
- Caroline Jackson (Partidul Popular European)

## K
- Bashir Khanbhai (Partidul Popular European)
- Glenys Kinnock (Partidul Socialiștilor Europeni)
- Timothy Kirkhope (Partidul Popular European)

## L
- Jean Lambert (Grupul Verzilor - Alianța Liberă Europeană)
- Caroline Lucas (Grupul Verzilor - Alianța Liberă Europeană)
- Sarah Ludford (Partidul European Liberal Democrat și Reformist)
- Elizabeth Lynne (Partidul European Liberal Democrat și Reformist)

## M
- Alexander Macmillan (Partidul Popular European)
- Linda McAvan (Partidul Socialiștilor Europeni)
- Arlene McCarthy (Partidul Socialiștilor Europeni)
- Neil MacCormick (Grupul Verzilor - Alianța Liberă Europeană)
- Edward McMillan-Scott (Partidul Popular European)
- Eryl Margaret McNally (Partidul Socialiștilor Europeni)
- David Martin (Partidul Socialiștilor Europeni)
- Bill Miller (Partidul Socialiștilor Europeni)
- Claude Moraes (Partidul Socialiștilor Europeni)
- Eluned Morgan (Partidul Socialiștilor Europeni)
- Simon Murphy (Partidul Socialiștilor Europeni)

## N
- Bill Newton Dunn (Partidul Popular European) (suspendat din partid pe data de 23 septembrie, 2000, s-a alaturat grupului Partidul European Liberal Democrat și Reformist pe data de 21 noiembrie, 2000)
- Jim Nicholson (Partidul Popular European)
- Baroness Nicholson of Winterbourne (Partidul European Liberal Democrat și Reformist)

## O
- Mo O'Toole (Partidul Socialiștilor Europeni)

## P
- Ian Paisley (Democratic Unionist Party)
- Neil Parish (Partidul Popular European)
- Roy Perry (Partidul Popular European)
- James Provan (Partidul Popular European)
- John Purvis (Partidul Popular European)

## R
- Mel Read (Partidul Socialiștilor Europeni)

## S
- Brian Simpson (Partidul Socialiștilor Europeni)
- Peter Skinner (Partidul Socialiștilor Europeni)
- Struan Stevenson (Partidul Popular European)
- Catherine Stihler (cunoscuta ca si Catherine Taylor pâna în 2000 când s-a casatorit) (Partidul Socialiștilor Europeni)
- Robert Sturdy (Partidul Popular European)
- David Sumberg (Partidul Popular European)

## T
- Charles Tannock (Partidul Popular European)
- Catherine Taylor, vezi Catherine Stihler
- Jeffrey Titford (Europe of Democracies and Diversities)
- Gary Titley (Partidul Socialiștilor Europeni)
- Ian Twinn (Partidul Popular European) (nummit pe data de 21 octombrie, 2003)

## V
- Geoffrey Van Orden (Partidul Popular European)
- Theresa Villiers (Partidul Popular European)

## W
- Diana Wallis (Partidul European Liberal Democrat și Reformist)
- Graham Watson (Partidul European Liberal Democrat și Reformist)
- Mark Watts (Partidul Socialiștilor Europeni)
- Phillip Whitehead (Partidul Socialiștilor Europeni)
- Eurig Wyn (Grupul Verzilor - Alianța Liberă Europeană)
- Terence Wynn (Partidul Socialiștilor Europeni)